# 14606 Hifleischer
14606 Hifleischer è un asteroide della fascia principale. Scoperto nel 1998, presenta un'orbita caratterizzata da un semiasse maggiore pari a 2,3999536 UA e da un'eccentricità di 0,1253779, inclinata di 6,37321° rispetto all'eclittica.